# جوناثان فراير
جوناثان فراير (بالإنجليزية: Jonathan Fryer)‏ هو كاتب بريطاني، ولد في 5 يونيو 1950 في مانشستر في المملكة المتحدة.